# En Fridag
En Fridag er en dansk stum komediefilm fra 1910 produceret af Nordisk Films Kompagni. Filmens instruktør er ukendt. 
Filmen blev distribueret som A day off sammen med to andre film fra Nordisk Film: The Conjuror og The Four Seasons (de originale danske titler er ukendte). I Tyskland blev filmen distribueret som Eine Freiertag. 

## Handling
Grossereren har fødselsdag og har sendt personalet hjem på en fridag. Fuldmægtigen skynder sig glad hjem for at ny sin fridag, men hustruen har besluttet sig før at gøre hovedrengøring. Hustruen havde nok opgivet, hvis hun havde vidst hvordan hendes medhjælper udførte arbejdet ...